# Militärflugplatz Cameri

i7
i11
i13
Der Militärflugplatz Cameri (ICAO-Code: LIMN) befindet sich etwa 40 Kilometer westlich von Mailand in der norditalienischen Region Piemont, rund zehn Kilometer nordöstlich der Provinzhauptstadt Novara und drei Kilometer nördlich von Cameri. Benannt ist er nach den beiden Piloten und Brüdern Natale und Silvio Palli.

## Infrastruktur und Nutzung
Der Militärflugplatz hat eine knapp drei Kilometer lange Start- und Landebahn, die in Nord-Süd-Richtung parallel zu den Flüssen Tessin im Osten und Sesia im Westen verläuft. Der Großteil der militärischen Anlagen mit Abstellflächen, Wartungshallen und einigen geschützten Flugzeugunterständen liegt im Norden, der Haupteingang befindet sich im Westen. Im Nordosten grenzt der Heeresstützpunkt bei Bellinzago Novarese mit dazugehörigem Standortübungsplatz an den Flugplatz. Auf dem Gelände betreibt das Unternehmen Leonardo eine Endmontagelinie des neuen Kampfflugzeuges Lockheed Martin F-35 sowie ein Luftfahrzeug-Instandhaltungszentrum für diesen Typ.
Der Flugplatz Cameri ist ein bedeutender Standort des Logistikkommandos der italienischen Luftwaffe. Das Kommando unterhält hier einen Instandhaltungsverband, der für die technische Überholung von Kampfflugzeugen der Typen Eurofighter F/TF-2000 Typhoon und Panavia A/EA-200 Tornado sowie teilweise für die F-35 zuständig ist. Darüber hinaus gibt es hier Materialdepots.

## Geschichte
Der Flugplatz wurde im Herbst 1909 angelegt und ist damit einer der Ältesten in Italien. Der französische Ingenieur Clovis Thouvenot, Vertreter des Flugzeugkonstrukteurs Gabriel Voisin in Italien, baute den Flugplatz zusammen mit einigen italienischen Partnern und Mitarbeitern auf. Neben Wartungshallen errichteten sie auch Produktionsanlagen und eine zivile Flugschule. 1913 übernahm der italienische Flugzeugkonstrukteur Giuseppe Gabardini diese Einrichtungen und baute sie aus, insbesondere die Flugschule. Der Flugplatz wurde 1930 auf Anordnung des faschistischen Luftfahrtministers Italo Balbo zum Militärflugplatz erklärt, die zivilen Unternehmen vor Ort durften ihren Betrieb jedoch weitgehend fortführen. Nach dem Tod Gabardinis nutzte Fiat die Anlagen ab 1936 zur Reparatur von Flugzeugen. Während des Zweiten Weltkriegs stationierte die italienische Luftwaffe von 1940 bis 1943 verschiedene Bomberverbände in Cameri. Im September 1943 übernahm die deutsche Luftwaffe den Flugplatz und baute ihn aus. Kurz vor der Besetzung durch alliierte Bodentruppen sprengten deutsche Einheiten fast alle Anlagen des Flugplatzes.
Nachdem man im Sommer 1947 zunächst ein kleines Flugplatzkommando eingerichtet und in den Jahren danach den Wiederaufbau in Angriff genommen hatte, konnte 1957 das 2. Geschwader (2ª Aerobrigata bzw. 2º Stormo) mit seinen F-86 Sabre von Bergamo nach Cameri umziehen. Es blieb hier jedoch nur fünf Jahre und zog dann nach Treviso (und später nach Rivolto) weiter. Während seiner Zeit in Cameri unterhielt das Geschwader die Kunstflugstaffel Lancieri Neri. Eine F-86 dieser Staffel steht noch heute vor dem Haupteingang des Flugplatzes.
1967 entstand in Cameri das 53. Geschwader (53º Stormo) wieder, ein Jagdverband, der während des Zweiten Weltkrieges unter anderem zur Verteidigung von Turin und Mailand eingesetzt worden war. Als einzige fliegende Einheit erhielt es die 21. Staffel (21º Gruppo) mit Flugzeugen vom Typ F-104 Starfighter, die man in Cameri in verschiedenen Versionen bis 1997 flog. Wegen der Verzögerungen bei der Einführung des Eurofighters sah sich die italienische Luftwaffe gezwungen, die Staffel auf Tornados der Luftverteidigungsvariante ADV umzurüsten, die man von der britischen Royal Air Force als Zwischenlösung geleast hatte. Mit diesen Maschinen flog die 21. Staffel noch bis Sommer 1999 von Cameri aus und kam dann für einige Jahre nach Gioia del Colle. Wegen der Verlegung seiner einzigen fliegenden Staffel wurde das 53. Geschwader 1999 in Cameri aufgelöst. Auf dem Flugplatz verbleiben die genannten technischen und logistischen Anlagen und Einheiten.
Die 21. Staffel, heute eine Hubschrauber-Einheit in Grazzanise, führt seit 1946 einen Tiger im Wappen, den sie von ihrer ehemaligen Teileinheit 351ª Squadriglia übernahm. Aus diesem Grund nimmt die Staffel seit Ende der 1960er Jahre am NATO Tiger Meet teil. Cameri war 1973, 1980 und 1988 Veranstaltungsort.

## Sonstiges
Seit der Einführung des Tornado in den 1980er Jahren gab es wegen verschiedener Gemeinsamkeiten bei logistischer und technischer Unterstützung Verbindungen zwischen Cameri und dem deutschen Fliegerhorst Erding. Auf beiden Flugplätzen musste wegen naher Großflughäfen der Flugbetrieb stark eingeschränkt werden, in Cameri wegen des Ausbaus des Flughafens Mailand-Malpensa.